# Mahmoud Ben Ayed
Pour les articles homonymes, voir Famille Ben Ayed et Ayed.
Mahmoud Ben Ayed, Mahmoud Ben Ayad ou Mahmoud Ben Aïad (arabe : محمود بن عياد), né en 1805 à Tunis et mort en 1880 à Constantinople, est un homme politique tunisien.

## Biographie
Il est issu d'une famille de l'aristocratie féodale tunisoise, d'origine djerbienne, qui s'intègre après 1756 à la cour beylicale et constitue une dynastie de caïds, d'armateurs corsaires et de fermiers généraux. Son père Mohamed Ben Ayed est un grand personnage en vue à la cour du bey de Tunis, Ahmed Ier Bey, mais dont le crédit ne tarde pas à baisser. En 1840, Mahmoud Ben Ayed se brouille avec son père au sujet de la création d'une banque à laquelle ce dernier est hostile. Fort de l'appui du bey, il persécute sa famille, son père et ses neveux qui doivent se réfugier, à deux reprises, au consulat d'Angleterre (1847-1848) et met la main sur leurs biens. Il sera celui qui s'adaptera le plus rapidement aux réformes parmi l'ancienne bourgeoisie traditionnelle.
Intimement associé avec le ministre tunisien des Finances, Mustapha Khaznadar, Ben Ayed se voit confier par le bey la gestion des fermages de l'État, et, pendant cinq ans, jouit au Bardo d'une faveur exceptionnelle. Caïd de Bizerte et de Djerba, il a en même temps le rang de ministre à partir de 1837. Ahmed Ier Bey le charge de mettre en place plusieurs projets industriels novateurs, dont des draperies industrielles, des minoteries et des tanneries avec le concours apporté par les consuls français et anglais, dont Léon Roches. Ben Ayed gère aussi la mise en place de nouvelles administrations étatiques qui alourdissent le budget de l'État sans apporter des ressources autres que des impôts et taxes supplémentaires. Il incarne le capitalisme d'État en Tunisie, c'est-à-dire des projets industriels financés par des fonds du trésor.

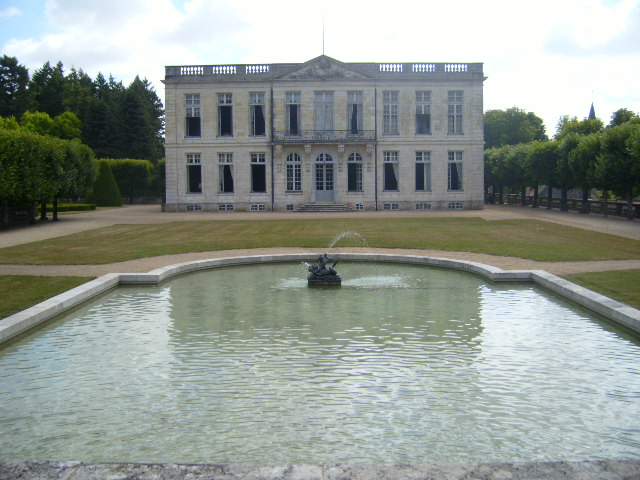
Château de Bouges dans l'Indre, acquis par Ben Ayed en 1856, l'une de ses résidences en France après sa fuite de Tunisie.

Ben Ayed réussit à amasser rapidement une fortune considérable, évaluée à vingt millions de piastres, dont il place une grande partie en Europe et, en 1850, sollicite en secret du gouvernement français sa naturalisation et celle de Khaznadar.
En juin 1852, Ben Ayed quitte définitivement le pays pour s'installer d'abord à Paris, où il est naturalisé français par décret du 13 septembre 1852, puis à Constantinople à partir de juillet 1857. Il fait une suite d'acquisitions en France, notamment l'hôtel Collot sur le quai Anatole-France à Paris (1852), le château de Bouges (1856) et la galerie Mandar, puis à Constantinople.
Il reste en conflit avec le gouvernement tunisien jusqu'en 1876, au sujet de sa gestion financière passée et surtout des biens dont il prétendait que ses neveux l'avaient spolié après son départ, avec la complicité du gouvernement. Plusieurs tentatives de recouvrement sont lancées par Sadok Bey, qui délègue à Paris les généraux Kheireddine, Husseïn et Rachid, mais en vain.